# Зігфрід (персонаж)
Зігфрід (нім. Siegfried, середньоверхньонім. Sivrit), Сігурд (давньоскан. Sigurðr, від sigr — «перемога», urðr — «доля») — один з найважливіших героїв германо-скандинавської міфології та епосу, герой «Пісні про Нібелунгів», національний народний герой Німеччини.
Зігфрід син Зігмунда і Зіглінд, вихованець чаклуна-коваля Регіна, брата дракона Фафніра, що стереже проклятий золотий скарб карлика Андварі.

## Походження легенди

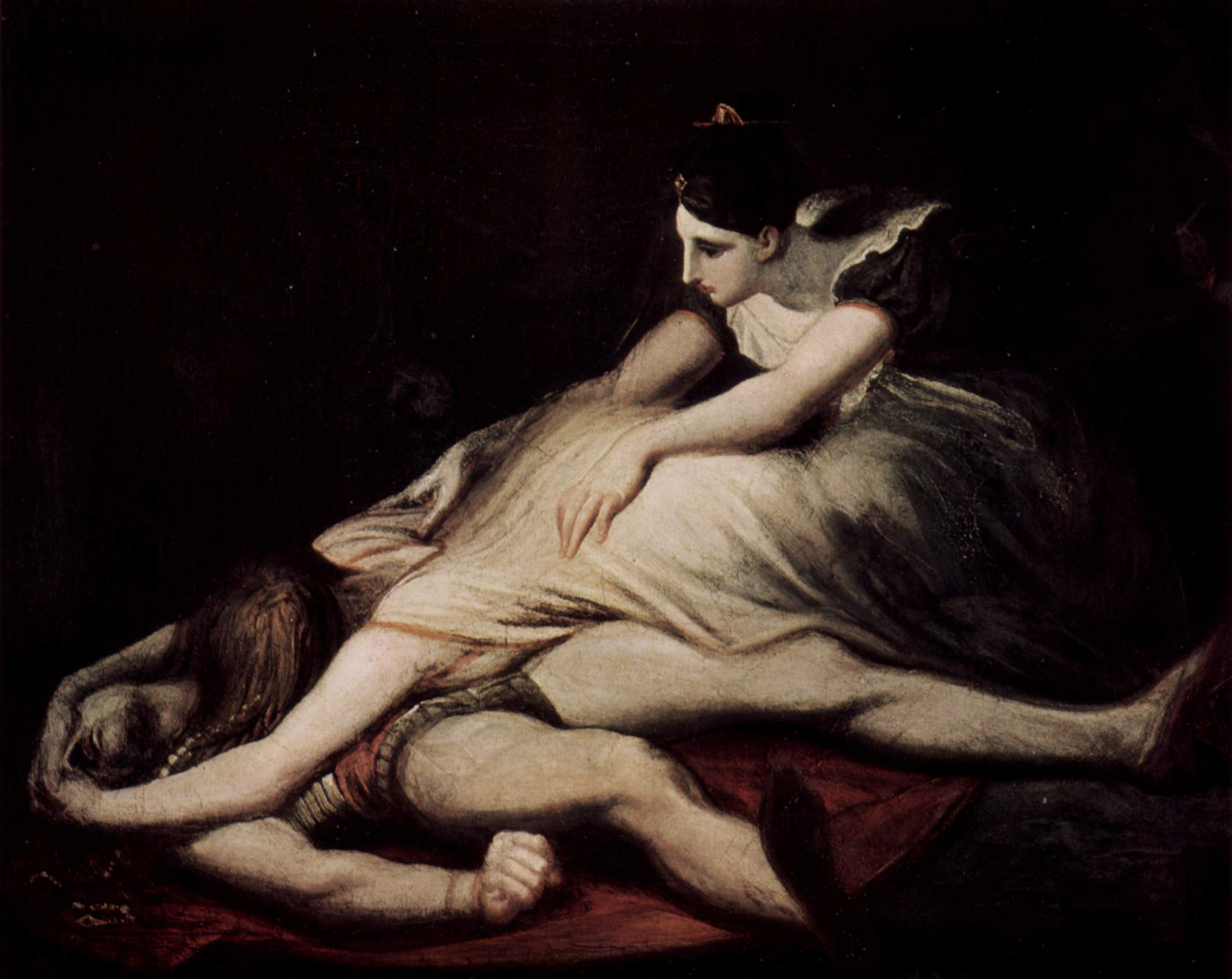
Генрі Фюзелі. Крімгільд обіймає мертвого Зигфріда (1817)

Питання про вихідний пункт епічної особистості Зігфріда ще не до кінця вирішене. Дехто хотів бачити в ньому епічне відображення спогадів про історичного князя герусків Армінія, який переміг Вара у Тевтобурзькому лісі (гізебрехт, Вігфуссон). Найімовірніше, що Зігфрід, разом з Брунгільдою та Гагеном, є носієм центрального міфічного мотиву саги, до якого потім долучилися інші, подекуди історичні, елементи.
В основі саги лежить загальноєвропейський міф (божественний або демонічний), який тлумачиться по-різному: одні бачать в боротьбі героя зі супротивниками міфічне зображення зміни зими та літа, інші — світла та темряви, дня та ночі; звідси ототожнення Зігфріда то з богом Бальдром (Лахманн), то з Фрейром (Вільгельм Мюллер) або Тором—Донаром, богом грози; в залежності від цього Брюнгільд розуміється або як весна, або як сонце, або як земна рослинність. Є також вчені (Фішер, Ріхард Гайнцель), які бачать в переказах про Зігфріда результат злиття декількох міфів або переказів.
Ту форму, в якій головний мотив зберігся в «Пісні про Нібелунгів», він отримав у франків на Рейні; звідси він, не раніше, ніж у VI столітті, перейшов до інших германських народностей, в тому числі й до Скандинавії, де незрозуміле там франкське ім'я Sigifrid було замінене іменем Сігурда. Там же отримали великого розвитку перекази про його батька, Зігмунда, та його пращурів, які вже частково існували на материці. «Сага про Вельсунгів» пов'язує рід героя з верховним божеством, Одіном.

## Зігфрід у «Пісні про Нібелунгів»
Зігфрід — трагічний герой «Пісні про Нібелунгів». Королевич з Нижнього Рейну, син нідерландського короля Зігмунда та королеви Зіглінд, переможець Нібелунгів, який заволодів їх скарбом — золотом Рейну, наділений усіма рисами ідеального епічного героя. Він є благородним, хоробрим, поштивим. Обов'язок та честь для нього є вищими від усього. У «Пісні…» неодноразово підкреслюється його незвичайна привабливість та фізична міць.
Іще за молодощів, ще у юні дні

Чутки про нього чулись дивні та чудні,

Який то був кремез, який то був красунь

Красунь немало надила та могутня юнь.

Ростили королевича, як вимагав той сан,

Кругом чеснотним викохавсь шляхетний молодан.

Став він окрасою отецької землі

Любили його люди і великі, і малі.